# Референдум в Иране (1953)
Референдум о роспуске парламента был проведен в Иране в период с 3 по 10 августа 1953 года. По итогам референдума 99,9 % голосов было подано в пользу роспуска. 
После референдума велись разговоры о проведении другого референдума о форме государственного правления, упразднения монархии династии Пехлеви и превращению Ирана в республику, однако вскоре после этого правительство было свергнуто в результате государственного переворота 19 августа .

## Хронология
- 12 июля: премьер-министр Мохаммед Мосаддык открыто объявил о своем намерении провести референдум[5], попросив людей выбрать между его правительством или 17-м меджлисом[6].
- 14 июля: Кабинет министров принял решение о проведении референдума[5].
- 3 августа: в Тегеране состоялся референдум[6] [7].
- 10 августа: Референдум прошел в других городах страны[6].
- 13 августа: Министерство внутренних дел объявило официальные результаты голосования[5].
- 16 августа: Мохаммед Мосаддык официально объявил о роспуске парламента[8].
- 19 августа: в результате военного переворота правительство Мосаддыка было свергнуто[5].

Голосование не было тайным, и в нем были две отдельные кабины для голосования, то есть оппоненты Мосаддыка должны были голосовать в отдельной палатке . Критики указали, что референдум проигнорировал демократические требования о тайном голосовании.

## Результаты референдума
| Вариант ответа          | Число голосов | %    |
| ----------------------- | ------------- | ---- |
| За                      | 2,043,600     | 99.9 |
| Против                  | 1,300         | 0.1  |
| Всего                   | 2,044,600     | 100  |
| Источник: Nohlen et al. |               |      |

## Реакции
- Аятолла Сейид Аболь-Касем Кашани Кашани сказал, что участие в таком референдуме Харам (религиозно запрещено). Однако аятолла Сейид Хоссейн Боруджерди поддержал референдум[6].
- Мохаммед Реза Пехлеви объявил результаты «мошенничеством»[6].
- : 5 августа 1953 года президент США Дуайт Эйзенхауэр, выступая на собрании губернаторов штатов в Сиэтле, раскритиковал Мосаддыка за это решение и уточнил, что оно было поддержано коммунистической партией. В передовой статье, опубликованной в «Нью-Йорк Таймс» 4 августа, это мероприятие было охарактеризовано как «более фантастическое и фарсовое, чем когда-либо проводившееся при Гитлере или Сталине», а попытка Мосаддыка «сделать себя бесспорным диктатором страны»[11].